# (31942) 2000 GA106
2000 GA106 (asteroide 31942) é um asteroide da cintura principal. Possui uma excentricidade de 0.16070490 e uma inclinação de 3.61876º.
Este asteroide foi descoberto no dia 7 de abril de 2000 por LINEAR em Socorro.